# Lőrincz Levente
Lőrincz Levente (Esztergom, 1983. szeptember 1. –) magyar színész, fordító, író és pénzügyi tanácsadó.

## Élete
Szülővárosából indította pályafutását, melyhez gimnáziumi évei alatt a helyi Dobó-go Színpad adta meg az első lökést, majd az érettségi után 2002 és 2005 között a Gór Nagy Mária Színitanoda tanulója volt. 2003 óta dolgozik aktívan, a Madách Színház, a Merlin Színház, a Budapesti Kamaraszínház és a Thália Színház színpadán szerepelt prózai és zenés művekben egyaránt, 2006-tól 2009-ig a Nemzeti Kamara Színházban játszott. Alapvetően szabadfoglalkozású művész, de rendszeresen feltűnik a Budapesti Utcaszínház, a Trambulin Színház és a Szekér Színház előadásaiban, továbbá fordítóként és íróként is dolgozik. 2004-től Magyarországon Bernard J. Taylor musicalszerző területi képviselője.
2005-ben megalapította az Elízium elnevezésű színházi alkotói közösséget, fantomszínházat, amelynek nevével fémjelezve készített saját menedzselésű bemutatókat. A Horror Színház alapítója, melynek alapötlete 2012-ben merül fel először, mint új irányvonal, ám ekkor még csak a vázlatos elképzelések és játszóhely nélkül. A kezdeményezésre 2013-ban figyel fel az esztergomi Rejtélyek Háza, 2014-ben pedig már közös munkával indították el a Horror Színházat Esztergomban, amely 2015-ben be is szünteti esztergomi működését. 2014-től rendszeresen dolgozik az Apolló Színház produkcióiban. A 2012-2014 között cikkíróként dolgozott a Homeinfo internetes magazinnak, majd ez idő alatt a Securinfo biztonságtechnikai oldal felelős szerkesztője lett rövid ideig. 2016-tól pénzügyi, bankszektori területre váltott, már csak ritkán látható filmen vagy színpadon, 2019. januárjától az OTP Bank szakmai oktatója, jelenleg pénzügyi tanácsadóként dolgozik az Allianz Hungáriánál.

## Színpadi szerepek

### Apolló Színház (2013-2016)
- Twain - Heidinger: Tom Sawyer kalandjai.... Tatcher bíró / Sheriff
- Twain - Heidinger: Huckleberry Finn.... Király, Doktor
- Dickens - Heidinger: Karácsonyi ének... Jelen karácsonyának szelleme
- Twain - Heidinger: Koldus és királyfi.... Őr, Rablóvezér
- Terülj, terülj asztalkám.... Csupaháj
- Lúdas Matyi.... Ispán / Döbrögi
- Pinokkió.... Macska
- Heidinger Zoltán: Varázslóiskola.... Porondmester
- Verne - Heidinger: Némó kapitány.... Ned Land
- Cini-cini muzsika.... Csepükóc Tiriri

### Horror Színház (2013-2015)
- Telihold....Val
- Az utolsó ember....Bob
- Éjjeli pihenő....Sam Dorman

### Szekér Színház (2010-2017)
- Móricz Zsigmond: Szerelem.... Motyok Feri, Dinnyecsősz (2016-tól a Férfivel kiegészülve)
- Jókai Mór: Színészkordé.... Unwerth Ottó / Sehi, Anischl / Boldizsár
- Simai Kristóf: Gyapai Mártony, a feleségféltő.... Szemerei
- Szentes Regináld: András kovács királysága.... Király
- Kisfaludy Károly: Három egyszerre.... Ormi Sándor / Balkay Móric
- Szigligeti Ede: A nőuralom.... Somkuti Lajos
- Móricz Zsigmond: Szerelem 2. .... Férfi, Férj
- Móricz Zsigmond: Lúdas Matyi.... Döbrögi
- Jókai Mór: A debreceni lunátikus.... Harangi professzor
- Kisfaludy Károly: A kérők.... Baltafy

### Budapesti Utcaszínház (2008-2013)
- Jékely Zoltán: Mátyás király juhásza.... Mátyás
- Molière: Dandin, a megcsúfolt férj.... Pöfeteg úr
- Fazekas - Schwajda: Lúdas Matyi.... Ispán
- Szigligeti Ede: Liliomfi.... Szilvai professzor
- Mozart - Ponte - Harsányi: Don Giovanni.... Masetto, Kormányzó
- Betlehemi éj.... Pásztor, Boldizsár
- Baum - Monori: Óz, a nagy varázsló.... Oroszlán
- Péter meg a bíró.... Kisbíró
- Petőfi Sándor: János vitéz.... Mostoha, Francia király, Óriás, Rabló
- Carlo Goldoni: Két úr szolgája.... Pantalone

### Trambulin Színház (2007-2015)
- Grimm - Csák: Hófehérke és a hét törpe.... Vadász, Törpe
- Mozart - Schikaneder - Csák: Varázsfuvola.... Monostatos
- Baum - Csák: Óz hatalmas varázsló! .... Oroszlán, Mumpic
- Csák György: Egyszer egy királyfi.... Királyfi
- Csák György: Basa Pista pórul jár.... Basa Pista
- Collodi - Csák: Pinokkió története.... Róka, Kanóc
- La Fontaine - Csák: A tücsök és a hangyák.... Hüngyi
- Madách Imre: Az ember tragédiája.... Rabszolgahajcsár, Demagóg, Catullus, Pátriárka, Kocsmáros, Cassius

### Nemzeti Kamara Színház (2006-2009)
- Heltai Jenő: A Tündérlaki lányok....Pázmán Sándor
- Záróra nincs! (kávéházi kabaré)
- Váradi Nagy Bella: Holnap kedd van....Mérnök
- Polgár András: A pesti beteg....Dr. Rozbrois André
- Lázár Ervin: A négyszögletű kerek erdő....Szörnyeteg Lajos
- Szép Ernő: Május....Luftballonos, Rendőr
- Molnár Ferenc: Az ibolya....Zeneszerző

### Szabadfoglalkozású színészként (2003-2017)
- Vajda - Magni - Zapponi: Legyetek jók, ha tudtok....Hóhér (Esztergomi Várszínház)
- Vajda - Fábri - Valló: Anconai szerelmesek....Giovanni (Ugródeszka Alternatív és Kamaraszínház)
- Háy János: A Gézagyerek....Krekács Béla (Ugródeszka Alternatív és Kamaraszínház)
- Békés - Dés - Geszti: A dzsungel könyve....Ká (Ugródeszka Alternatív és Kamaraszínház)
- Shakespeare - Suda - Csirmaz: richard2nixon....Henry Bolingbroke, Gerald Ford (Thália Színház)
- Bereczky - Kal Pintér: Csillagok krónikája....Marco (Madách Színház)
- Bolland - Bogaev - Breedland: A 3 testőr....Ensemble, D'Artagnan lova (Budapest Kongresszusi Központ)
- Fabrizio Caleffi: Vulkán....Don Firmin (Merlin Színház)
- Saint-Exupéry - Sári: A kis herceg....Király, Lámpagyújtogató, Geográfus (Benkő Gyula Színház)
- Damien P. Lawrence: Varjak....Erik (Elízium)
- Shakespeare - Taylor: Sok hűhó....Benedek (Benkő Gyula Színház)
- Csongrádi - Siliga: Csoda az élet, Nofretéte....Sir Wilsbury (Budapesti Kamaraszínház)
- Damien P. Lawrence: Telihold....Val (Elízium)
- Angyali Show....Tanító (Budapesti Kamaraszínház)
- Marie Jones: Kövek a zsebben....Charlie Conlon (Elízium)
- Kander - Ebb - Fosse: Chicago....Billy Flynn (Bubik István Színház)
- Békés - Dés - Geszti: A dzsungel könyve....Balu (Bubik István Színház)
- Fazekas - Schwajda: Lúdas Matyi....Ispán (Komáromi Magyar Lovas Színház)
- Berecz - Lenkei - Nagy: Mint a moziban....Optimista (RS9 Színház)
- S. Nagy - Csongrádi: Csongrádi Kataságok....Ferenc József, Őrmester, Sir Wilsbury (Budapesti Kamaraszínház)
- Casey - Jacobs: Grease....Vince Fontaine (Bubik István Színház)
- Jake Perrine: Vamp....Simon (Városmajori Szabadtéri Színpad)

## Tévéfilmjei
- A Négyszögletű Kerek Erdő (2007) (Szörnyeteg Lajos)
- Illemberke (2007) (Toldalagi Barnabás)
- Marie, a kurtizán (2009) (Keilburgi katona)
- Barátok közt (2011) (Motel tulajdonos)
- Jóban Rosszban (2012) (Taki)
- Jóban Rosszban (2015) (Radó)
- Jóban Rosszban (2017) (Csák Lajos, csempész)

## Művei
- Alkonyfényben (dark musical két felvonásban, a Nevergreen zenekar dalaival)
- Varjak (tragédia egy felvonásban)
- Telihold (pszichodráma egy felvonásban)
- Vérvágy (horrordráma egy felvonásban)
- Az utolsó ember (horrordráma egy felvonásban)
- Éjjeli pihenő (horrorisztikus thriller egy felvonásban)

## Fordítások
- Bernard J. Taylor: Sok hűhó (bemutató: Kiscelli Múzeum Szabadtéri Színpad, 2007)
- Bernard J. Taylor: Nosferatu, a vámpír

## Külső hivatkozások
- Lőrincz Levente a PORT.hu-n (magyarul)
- Elízium
- richard2nixon
- Bernard J. Taylor honlapja